# 7816 Hanoi
7816 Hanoi è un asteroide areosecante. Scoperto nel 1987, presenta un'orbita caratterizzata da un semiasse maggiore pari a 2,3145427 UA e da un'eccentricità di 0,2952019, inclinata di 2,37934° rispetto all'eclittica.